# TKB-517
El TKB-517 (ТКБ-517 en ruso) es un fusil de asalto diseñado por German Aleksandrovich Korobov. Era similar externamente al AK-47 pero basado en el mecanismo de retroceso retardado inventado por John Pedersen (y refinado por Pál Király). Resultó ser más fiable y preciso, y más sencillo de producir y mantener. Como en la serie Kalashnikov, también fue fabricado con culatas plegables, cañones más pesados y largos con bipodes, dando origen a ametralladoras ligeras e incluso, una variante alimentada mediante cinta de cartuchos. Su rechazo fue debido a que los militares soviéticos ya estaban acostumbrados a emplear el AK-47, aunque es más probable que fue rechazado por su relativamente alta presión en la recámara al momento de extraer el casquillo vacío, que es un problema común entre las armas de fuego con recarga accionada por retroceso retrasado.

## Descripción
El TKB-517 es externamente similar al AK-47 y su desarme de campaña también es similar, pero utiliza el sistema de retroceso retardado por palanca para su operación, reduciendo ligeramente el retroceso y haciéndolo más controlable. El cajón de mecanismos está hecho de acero estampado con culata, empuñadura y guardamanos de madera laminada.